# Vater werden ist nicht schwer … (2004)
Vater werden ist nicht schwer ... ist ein deutscher Fernsehfilm von René Heisig aus dem Jahr 2004.

## Handlung
Schuldirektor Frank Fauster ereilt kurz vor seinem 50. Geburtstag ein Brief des Vaters, der ihn kurz vor seinem Tod noch einmal sehen möchte. Frank, der den Vater überhaupt nicht kennt, fährt ins Altenheim. Dort kommt es zu einer Verwechslung, sodass Frank nicht Vater Erich – der gerade gestorben ist – sondern den Obdachlosen Gustav mit zu sich nach Hause nimmt. Dieser sieht hier seine Chance, wenn er das Spiel mitspielt.
Gustav erkennt relativ schnell, was familiär alles im Argen liegt, unter anderem, dass Frank seine Kollegin Ira Wallenberg zur Geliebten hat und Sohn Noah sich Klausurfragen von Rechner seines Vaters besorgt. Gustav nimmt auf seine Art Einfluss auf das Familiengeschehen und versucht die Mitgliedern bei ihren Lebensentscheidungen zu helfen. Als sich allerdings Franks Mutter zum Geburtstag des Sohns ankündigt, muss er sich etwas einfallen lassen, um nicht aufzufliegen. Dass Noah seinem Vater zum Geburtstag eine Art Abiturscherz spielen möchte, kommt ihm da ganz gelegen.
Gustav holt Franks Mutter Hannelore vom Bahnhof ab und bittet sie, unter dem Vorwand von Noahs Scherz, dass er sich als ihr früherer Ehemann Erich ausgibt. Sie spielt mit und so bleibt der Schein des gerade neu gewonnenen Vaters erhalten. Gustav sagt Franks Frau Elisabeth, dass die gerade eintreffende Geliebte Franks der Abiturscherz ist, sodass sich Psychotherapeutin Elisabeth kurzerhand um sie kümmert. Noahs Haschkekse leisten auch ihren Beitrag zu dieser immer skurriler werdenden Geburtstagsfeier. Als ein Bestatter mit der Urne von Franks Vater erscheint und die letzten Formalitäten klären möchte, schleicht Gustav sich heimlich davon.
Frank findet im Altersheim heraus, wer sich als sein Vater ausgab. Als sich Gustav dort wieder blicken lässt, schickt man ihn in ein Zimmer, wo er unter anderem seine Jacke, ein Foto von der Geburtstagsfeier und einen Brief von Frank vorfindet. Gustav darf ab jetzt hier wohnen und er wird regelmäßig von den Fausters besucht, die ihn als neues Familienmitglied aufgenommen haben. Noah besteht wenig später das Abitur, Ira verliebt sich in einen jüngeren Lehrer und Hannelore überlegt, eventuell auch in das Altenheim zu ziehen.

## Kritiken
Das Team der TV Spielfilm gibt dem Film einen Daumen nach rechts und resümiert kurz: „Die heile Welt für den Start ins Wochenende“.
Die Redaktion des Lexikons des internationalen Films schreibt: „Turbulente (Fernseh-)Verwechslungskomödie, die in erster Linie auf Situationskomik setzt.“